# Кислий Віктор Володимирович
Віктор Володимирович Кислий (біл. Віктар Уладзіміравіч Кіслы ; 3 серпня 1976, Мінськ, БРСР, СРСР) — підприємець з Білорусі. Засновник, співвласник, генеральний директор холдингу Wargaming.net.

## Біографія
Народився 3 серпня 1976 року в Мінську. Після закінчення школи вступив до БДУ (фізичний факультет). Закінчив навчання зі спеціальністю «лазерна фізика та спектроскопія». Одружений, виховує сина

## Підприємницька діяльність
В даний час Віктор Кислий — співвласник і генеральний директор компанії Wargaming.net, що має широку популярність у всьому світі і є одним з найбільших розробників ММО-ігор.
Сьогодні компанія має 18 офісів по всьому світу (Європа, Азія, Австралія, Північна Америка), в яких сумарно працює 5,5 тисячі людей. У 2011 році компанія була перенесена до Кіпру, у зв'язку з більш м'якою системою оподаткування та вигідним географічним розташуванням, але сам Віктор Кислий зазначає, що Мінськ залишається «серцем» Wargaming і там розташований найбільший офіс компанії.

### Початок
Першу гру Віктор Кислий написав у 1996 році. Це була онлайн-гра за мотивами шахів, партії в якій велися на карті світу. З огляду на те, що індустрія тільки починала розвиватися, гра працювала по електронній пошті, але її вже можна було назвати розрахованою на багато користувачів.
У 1998 році Віктор Кислий разом зі своїми друзями заснував компанію Game Stream, що спочатку займається офшорним програмуванням. У тому ж році була зареєстрована компанія Wargaming, а Віктор Кислий став її генеральним директором. Першими проектами були DBA Online, Massive Assault (2003), Операція «Багратіон» (2008), Order of War (2009). Перші дві гри не виправдали себе і не набули широкого визнання. Великі надії покладалися на Операцію «Багратіон» та її західну адаптацію Order of War, проте ці проекти ледве змогли окупити свою розробку.

### World of Tanks (WoT)
У квітні 2009 року була анонсована нова гра, що отримала назву World of Tanks. WoT — ММО-гра для танкових баталій. У червні розпочалося відкрите бета-тестування, а офіційний вихід гри відбувся 13 серпня 2010 року. Спочатку вона була повністю безкоштовною, але трохи пізніше, коли вона несподівано для самих розробників почала стрімко набирати популярності, в гру почали вводити мікротранзакції. 21 січня 2013 року грою був встановлений світовий рекорд серед усіх ігор жанру для Книги рекордів Гіннесса: цього дня на одному з п'яти серверів російського кластера знаходився 190 541 гравець. Згодом адаптації гри були випущені для Xbox 360 та мобільних телефонів. З успіхом та популярністю гри Віктор Кислий швидко увійшов до найбагатших підприємців Білорусії, з кожним новим роком піднімаючись усе вище у рейтингу успішних бізнесменів країни.

### Інші проєкти
Після того, як комп'ютерна гра World of Tanks набула світового успіху, WG розпочали розробку суміжних проектів: World of Warships (морські бої) та World of Warplanes (повітряні бої).

### Активи
У 2012–2013 роках Віктор Кислий спільно зі своїми партнерами відкривав нові офіси продажів, наголосивши на ринках Китаю, Японії, Кореї та Південно-Східної Азії. У 2012 році було викуплено австралійську компанію BigWorld за 45 млн доларів США. У 2013 році на ринку M&B у США підприємець викупив компанії розробників ігор у Чикаго та Сіетлі — Day 1 Studio та Gas Powered Games відповідно.
На 2013 рік 64 % акцій компанії Wargaming належать безпосередньо Віктору Кислому, ще 25,5 % контролював його батько — Володимир Іванович Кислий.
Як повідомляв кіпрський телеканал SigmaLive, компанія Wargaming Public Company Ltd. 31 жовтня 2013 року придбала за 50 млн євро контрольний пакет акцій одного з трьох найбільших банків Кіпру — Hellenic Bank.
У 2016 та 2017 роках Віктор Кислий очолив топ-200 успішних та впливових підприємців Білорусії, а сумарна кількість активів Віктора Кислого досягла 1 млрд дол. США; в цей же час ціна холдингу Wargaming.net досягла позначки 1,5 млрд дол. За деякими оцінками, у 2017 році вартість холдингу Wargaming.net становила від 3 до 4 млрд доларів США.

## Суспільна діяльність
Разом із фінансово успішною діяльністю Віктор Кислий брав участь у різноманітних благодійних проектах.
Бізнесмен виділив 1 млн доларів США зі своїх коштів для британської експедиції, що вирушала до М'янми, щоб дістати 20 літаків Supermarine Spitfire часів Другої світової війни для британського музею.
Віктор Кислий брав участь у викупі різних раритетів для музею історії Могильова.
Віктор Кислий є співавтором ініціативи «Пам'ятаємо все» (pomnimvse.org), в рамках якої реалізуються спільні проекти з музеями бронетехніки. Так, у ході комплексу заходів вдалося витягти з води радянський танк КВ-1, який у грудні 1942 провалився під лід під час переправи через Дон під Сталінградом. Пізніше танк був доставлений до Центрального музею бронетанкового озброєння та техніки Міністерства оборони РФ для відновлення.

## Нагороди
- European Games Award 2014: «Людина року в європейській ігровій індустрії» (Personality Award)[9].
- 2016: нагорода за внесок в економічний розвиток Нікосії[10].